# Bioussac
Bioussac és un municipi francès situat al departament del Charente i a la regió de la Nova Aquitània. L'any 2007 tenia 228 habitants.

## Demografia

### Població
El 2007 la població de fet de Bioussac era de 228 persones. Hi havia 91 famílies de les quals 25 eren unipersonals (17 homes vivint sols i 8 dones vivint soles), 29 parelles sense fills, 29 parelles amb fills i 8 famílies monoparentals amb fills.
La població ha evolucionat segons el següent gràfic:
Habitants censats

### Habitatges
El 2007 hi havia 145 habitatges, 95 eren l'habitatge principal de la família, 32 eren segones residències i 19 estaven desocupats. 143 eren cases i 2 eren apartaments. Dels 95 habitatges principals, 73 estaven ocupats pels seus propietaris, 20 estaven llogats i ocupats pels llogaters i 2 estaven cedits a títol gratuït; 1 tenia una cambra, 7 en tenien dues, 16 en tenien tres, 23 en tenien quatre i 47 en tenien cinc o més. 76 habitatges disposaven pel capbaix d'una plaça de pàrquing. A 38 habitatges hi havia un automòbil i a 43 n'hi havia dos o més.

### Piràmide de població
La piràmide de població per edats i sexe el 2009 era:
| Homes | Edats   | Dones |
| ----- | ------- | ----- |
| 0     | 95 o +  | 0     |
| 0     | 90 a 94 | 0     |
| 0     | 85 a 89 | 4     |
| 0     | 80 a 84 | 0     |
| 12    | 75 a 79 | 8     |
| 4     | 70 a 74 | 12    |
| 4     | 65 a 69 | 16    |
| 8     | 60 a 64 | 4     |
| 0     | 55 a 59 | 0     |
| 12    | 50 a 54 | 12    |
| 12    | 45 a 49 | 8     |
| 0     | 40 a 44 | 16    |
| 16    | 35 a 39 | 8     |
| 0     | 30 a 34 | 0     |
| 8     | 25 a 29 | 4     |
| 12    | 20 a 24 | 8     |
| 20    | 15 a 19 | 8     |
| 16    | 10 a 14 | 8     |
| 4     | 5 a 9   | 0     |
| 4     | 0 a 4   | 4     |

## Economia
El 2007 la població en edat de treballar era de 131 persones, 94 eren actives i 37 eren inactives. De les 94 persones actives 80 estaven ocupades (49 homes i 31 dones) i 13 estaven aturades (7 homes i 6 dones). De les 37 persones inactives 14 estaven jubilades, 9 estaven estudiant i 14 estaven classificades com a «altres inactius».

### Ingressos
El 2009 a Bioussac hi havia 96 unitats fiscals que integraven 213 persones, la mediana anual d'ingressos fiscals per persona era de 13.059 €.

### Activitats econòmiques
Dels 9 establiments que hi havia el 2007, 1 era d'una empresa de fabricació d'altres productes industrials, 2 d'empreses de construcció, 1 d'una empresa de comerç i reparació d'automòbils, 1 d'una empresa d'hostatgeria i restauració, 1 d'una empresa d'informació i comunicació, 1 d'una empresa financera, 1 d'una empresa de serveis i 1 d'una empresa classificada com a «altres activitats de serveis».
Dels 3 establiments de servei als particulars que hi havia el 2009, 1 era un paleta, 1 lampisteria i 1 restaurant.
L'any 2000 a Bioussac hi havia 16 explotacions agrícoles que ocupaven un total de 948 hectàrees.

## Poblacions més properes
El següent diagrama mostra les poblacions més properes.